# Chinesische Krokodilschwanzechse

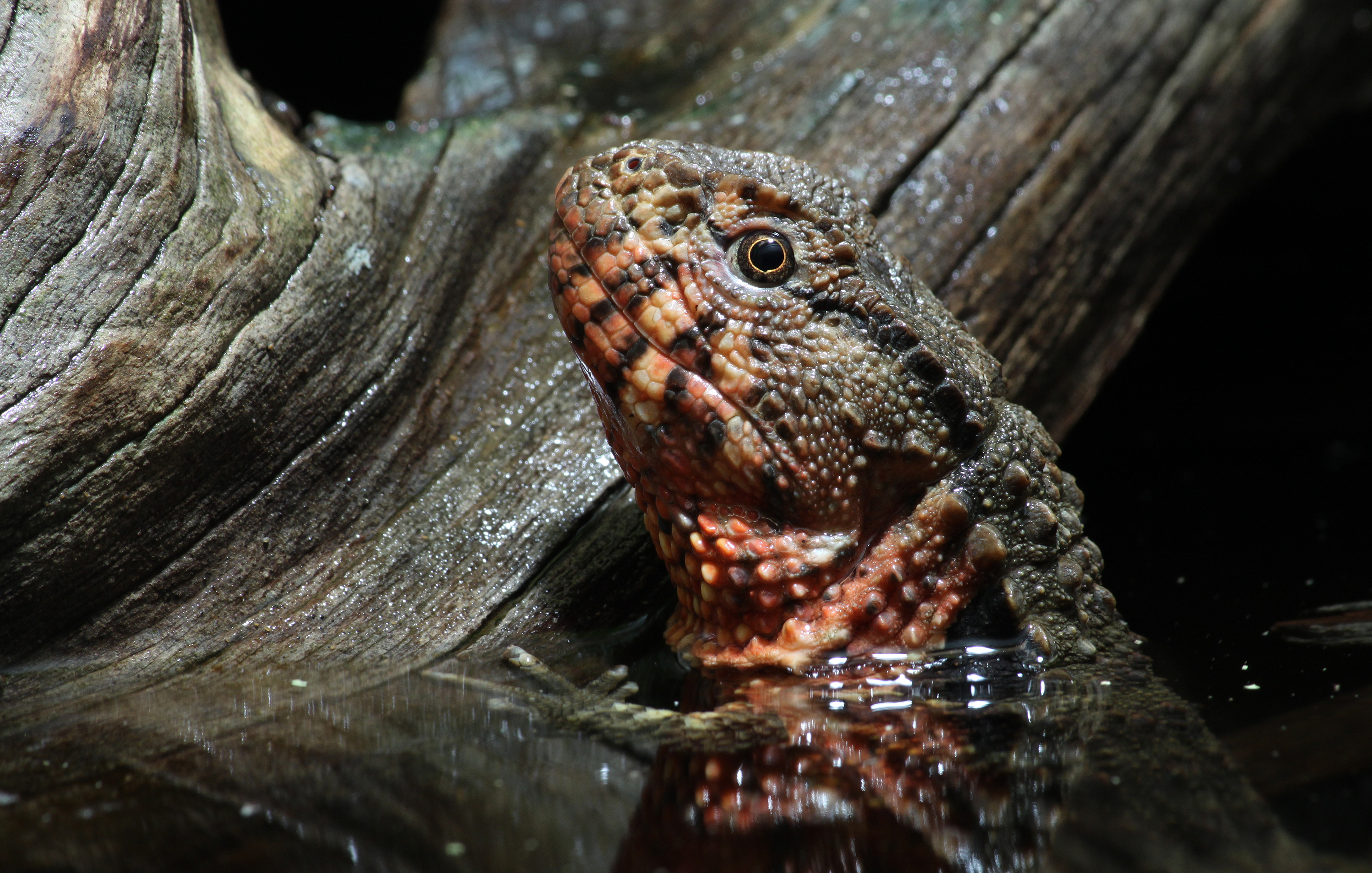
Kopf der Chinesischen Krokodilschwanzechse

Die Chinesische Krokodilschwanzechse (Shinisaurus crocodilurus) gehört zu den seltensten Reptilienarten überhaupt. Sie wurde früher in die Familie der Höckerechsen (Xenosauridae) gestellt, wird aber heute einer monotypischen Familie zugeordnet, den Shinisauridae.

## Beschreibung
Die Chinesische Krokodilschwanzechse erreicht eine Länge von 40–45 cm. Namensgebend ist die Beschuppung des Schwanzes, die sehr stark an Panzerechsen erinnert. Die Färbung der Haut ist überwiegend braun. Die Bauchseite ist gelblich bis rötlich. Insgesamt sind Männchen kräftiger gefärbt als Weibchen. Die Chinesische Krokodilschwanzechse hat einen starken Bezug zum Wasser. Sie kann über eine halbe Stunde unter Wasser verweilen. Dabei kann sie ihre Lider verschließen. Auch die Häutung wird unter Wasser vollzogen. Während der Wintermonate hält sie für drei bis vier Monate Winterruhe.
Im Jahr 1990 wurde diese Echse in den Anhang II des Washingtoner Artenschutzabkommens aufgenommen. Zum damaligen Zeitpunkt schätzte man die Gesamtpopulation auf 2.500 Exemplare. Im Jahr 2005 sind die freilebenden Bestände auf 600 bis 800 Tiere gesunken. Hauptgründe für den starken Rückgang der Population sind die Vernichtung der Lebensräume sowie der Fang für den Handel und die traditionelle chinesische Medizin.

## Verbreitung
Diese seltene Echsenart kommt in freier Wildbahn nur in zwei sehr eng begrenzten Arealen vor. Zum einen gibt es eine Population von rund 600 Tieren im chinesischen Autonomen Gebiet Guangxi und zum anderen eine zweite Population unbekannter Größe in Vietnam. Die Echse bevorzugt feuchtes bis halbfeuchtes Klima. Ihre Habitate beschränken sich auf kleine Gebiete an langsam fließenden Gewässern sowie Teichen und Tümpeln mit dichter Uferbewachsung. Sie ist in Höhen von bis zu 700 Meter anzutreffen.

## Nahrung
Die Chinesische Krokodilschwanzechse ernährt sich überwiegend von Wasserkrebsen, kleineren Amphibien, Kaulquappen und Würmern. Aber auch Insekten und die Brut von Nagetieren werden gefressen.

## Fortpflanzung
Über die Fortpflanzung in ihren natürlichen Lebensräumen ist sehr wenig bekannt. Die Echse gehört zu den lebendgebärenden Reptilien. Es werden zwischen 5 und 15 Jungtiere zur Welt gebracht. Die Jungtiere haben eine Geburtsgröße von 10 bis 15 cm und wiegen durchschnittlich 5 Gramm.

## Systematik
Die Chinesische Krokodilschwanzechse wurde früher zusammen mit den amerikanischen Höckerechsen (Xenosaurus) in die Familie Xenosauridae gestellt. Molekularbiologische Untersuchungen deuten aber eher eine Verwandtschaft mit den Waranen (Varanus) und dem Borneo-Taubwaran (Lanthanotus borneensis) an, während Xenosaurus näher mit den Schleichen (Anguidae) verwandt ist, so dass für die Krokodilschwanzechse die Familie Shinisauridae aufgestellt wurde.

## Gefährdung und Schutzmaßnahmen
Diese Art ist durch illegale Jagd, Zerstörung ihres Lebensraumes durch den Bau menschlicher Siedlungen und Straßen ernsthaft in ihrem Bestand bedroht. Von der IUCN wird sie als Endangered (gefährdet) gelistet. Dem Schutz der Art dienen mehrere Schutzgebiete in ihrem natürlichen Lebensraum und die Zucht in Gefangenschaft sowie Handelsbeschränkungen. Die Chinesische Krokodilschwanzechse ist im Anhang I des Washingtoner Artenschutzübereinkommens und im Anhang A der Verordnung (EG) Nr. 338/97 gelistet.